# Remove Kebab
 (septembre 2019).
Remove Kebab est une expression faisant référence à une chanson de propagande anti-musulmane connue par une vidéo tournée en 1993 en Serbie lors des guerres yougoslaves, ainsi que le titre anglais de cette chanson,,,,.
Cette chanson intitulée Karadžić, mène tes Serbes (en serbe : Караџићу, води Србе своје / Karadžiću, vodi Srbe svoje, [ˈkaːrad͡ʒiːt͡ɕu, ˈvoːdi ˈsərbe ˈsvoːje]) est également connue sous le nom de Dieu est un Serbe et il nous protégera (serbe : Бог је Србин и он ће нас чувати / Bog je Srbin i on će nas čuvati, [ˈboːɡ je ˈsərbin iː ˈon t͡ɕe naːs t͡ʃuːvati]) ou encore Serbia Strong,.
Devenue un slogan, l'expression s'est répandue à travers le monde parmi les partisans du suprémacisme blanc et comme un mème qui évoque le nettoyage ethnique des musulmans de Bosnie,,.

## Contexte

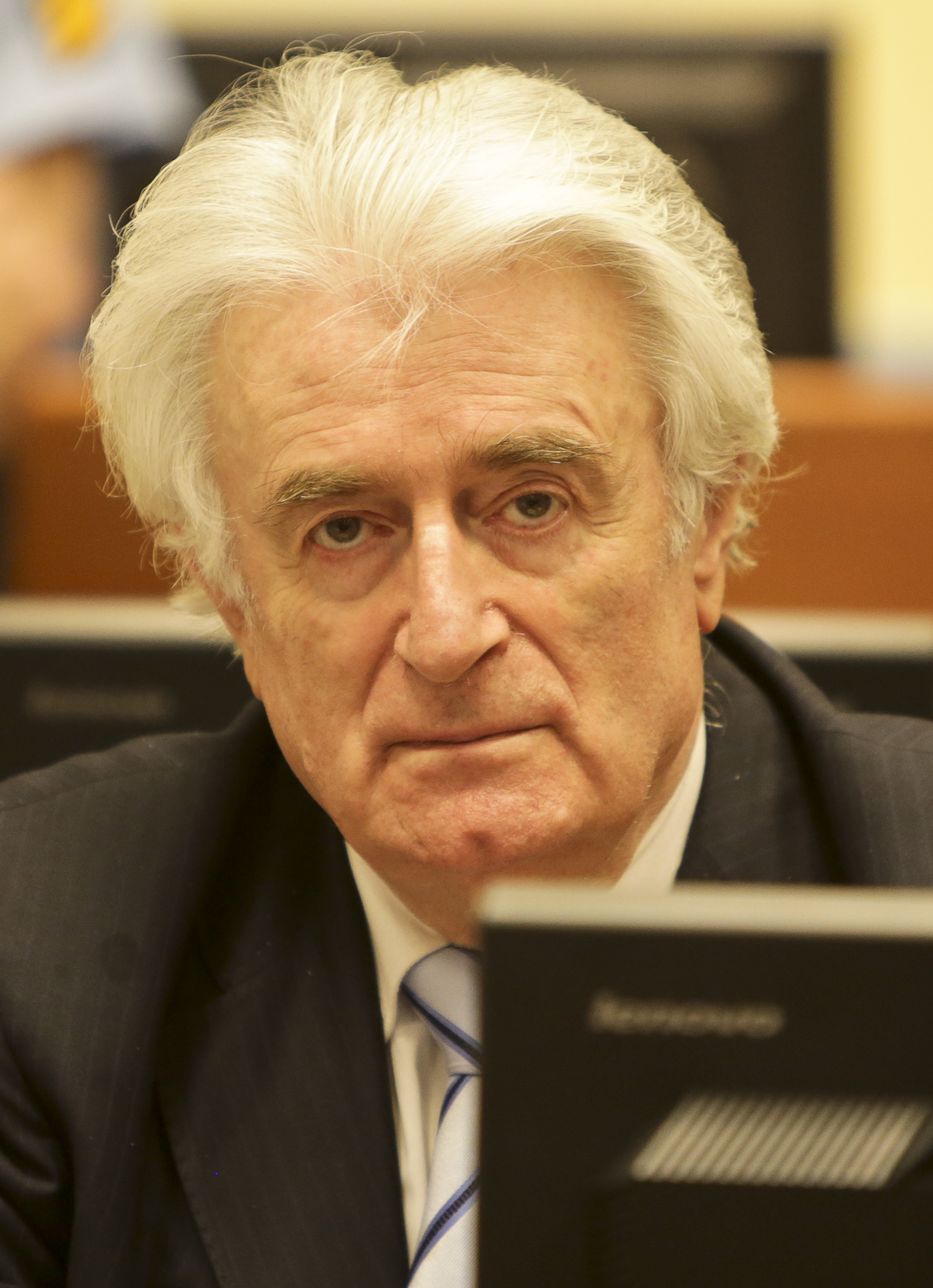
L'ancien président serbe de Bosnie Radovan Karadžić.

Au plus fort des guerres interethniques des années 1990 qui ont éclaté en Yougoslavie, une chanson intitulée Karadžiću, vodi Srbe svoje est enregistrée en 1993,. Cette chanson a été composée pour remonter le moral des forces serbes pendant la guerre de Bosnie. Dans le clip, la mélodie est interprétée par trois paramilitaires serbes. Le clip est tourné en Bosnie avec un terrain accidenté en arrière-plan. Des images de prisonniers musulmans détenus dans un camp d'internement gérés par les Serbes sont également présentées dans la vidéo.
Certaines paroles de la chanson tentent d'instiller un sentiment de peur chez leurs adversaires avec des paroles telles que « Les loups sont en train d'arriver - prenez garde, Oustachis et Turcs »,,. Les paroles montrent donc que les nationalistes serbes, sous le contrôle de Radovan Karadžić, progressent en Bosnie,,, et ont recours à des termes comme « Oustache » en référence aux combattants nationalistes croates (et au régime des Oustachis) et « Turcs » pour les Bosniaques musulmans.
La chanson célèbre également les combattants serbes. Pendant la guerre de Bosnie, elle est un hymne de marche pour les paramilitaires nationalistes serbes (renommés « Tchetniks » en référence aux résistants nationalistes serbes durant la Seconde Guerre mondiale).
Radovan Karadžić, reconnu coupable le 24 mars 2016 de génocide contre les musulmans bosniaques et de crimes contre l'humanité pendant la guerre de Bosnie est de même encensé,,,. Le 20 mars 2019, son appel a été rejeté et sa peine de 40 ans de prison à perpétuité a été augmentée.
Depuis cette guerre, la chanson a été réécrite à plusieurs reprises en différentes langues tout en conservant ses thèmes militants et anti-musulmans.

## Popularité sur Internet
En 2006, la chanson est publiée sur Internet. De nombreuses parodies apparaissent, se moquant de la nature agressivement nationaliste de la vidéo originale et de la mauvaise qualité de cette dernière. Le mème gagne en popularité parmi les fans des jeux informatiques de stratégie édités par Paradox Interactive, comme Europa Universalis IV, dans lesquels le joueur peut vaincre l'empire ottoman ou d'autres nations musulmanes,. Compte tenu de la difficulté à différencier les sarcasmes et les soutiens à ce mème, il est banni des forums officiels de Paradox Interactive.
La chanson gagne également en popularité chez les suprémacistes blancs,. Novislav Đajić, l'accordéoniste présent sur la vidéo originale, est devenu depuis un mème 4chan très répandu parmi les nationalistes et s'appelle Dat Face Soldier, tout comme l'expression « Remove Kebab »,,,,. Đajić a été condamné en Allemagne pour sa participation au meurtre de 14 personnes pendant la guerre, ce qui lui valut cinq ans de prison et son emprisonnement dans un autre pays.
Le mème apparait dans plus de 800 discussions dans le subreddit /r/The_Donald sur Reddit et a été rendu célèbre par l'Alt-right,.
Selon une équipe d'universitaires de différents pays, dans un ensemble de données obtenu en 2018 sur les données du site Know Your Meme, « Remove Kebab » constitue une entrée sur 200 pour les mèmes politiques. « Remove Kebab » est particulièrement courant sur Gab, un site Web qui « attire des utilisateurs d'extrême droite, des théoriciens du complot, des trolls et de grandes quantités de discours haineux ».

## Attentat de Christchurch
Né en Australie, Brenton Harrison Tarrant, terroriste ayant perpétré les attentats de 2019 à la mosquée Al Noor et au centre islamique Linwood à Christchurch, en Nouvelle-Zélande, fait figurer l'inscription « Remove Kebab » sur une de ses armes. Dans son manifeste « le grand remplacement » du nom d'une théorie de l'écrivain Renaud Camus fréquemment évoquée par l'extrême droite française, il se décrit lui-même comme un « déménageur de kebab »,. Tarrant écoute la vidéo de la chanson dans sa voiture quelques minutes avant l'attaque,,,.
Après l'attentat de la mosquée de Christchurch, plusieurs vidéos de la chanson sont retirées de YouTube, y compris des vidéos ayant totalisé plus d'un million de vues. Par la suite, des utilisateurs de la plateforme en ligne remettent en ligne la chanson, déclarant protester contre la censure.
Dans une interview réalisée à la suite de cet attentat, le chanteur principal de la chanson, Željko Grmuša, déclare : « C'est terrible ce que ce type a fait en Nouvelle-Zélande, bien sûr que je condamne cet acte. Je suis désolé pour tous ces innocents. Mais il s'est lancé dans cette tuerie, et il l'aurait fait peu importe la chanson qu'il écoutait »,.